# 勝島
勝島（かつしま）は、東京都品川区にある人工島であり、同区の地名である。埋立地名は京浜第1区埋立地。ただし陸続きになっている。現行行政地名は勝島一丁目から勝島三丁目。住居表示実施済区域。

## 地理

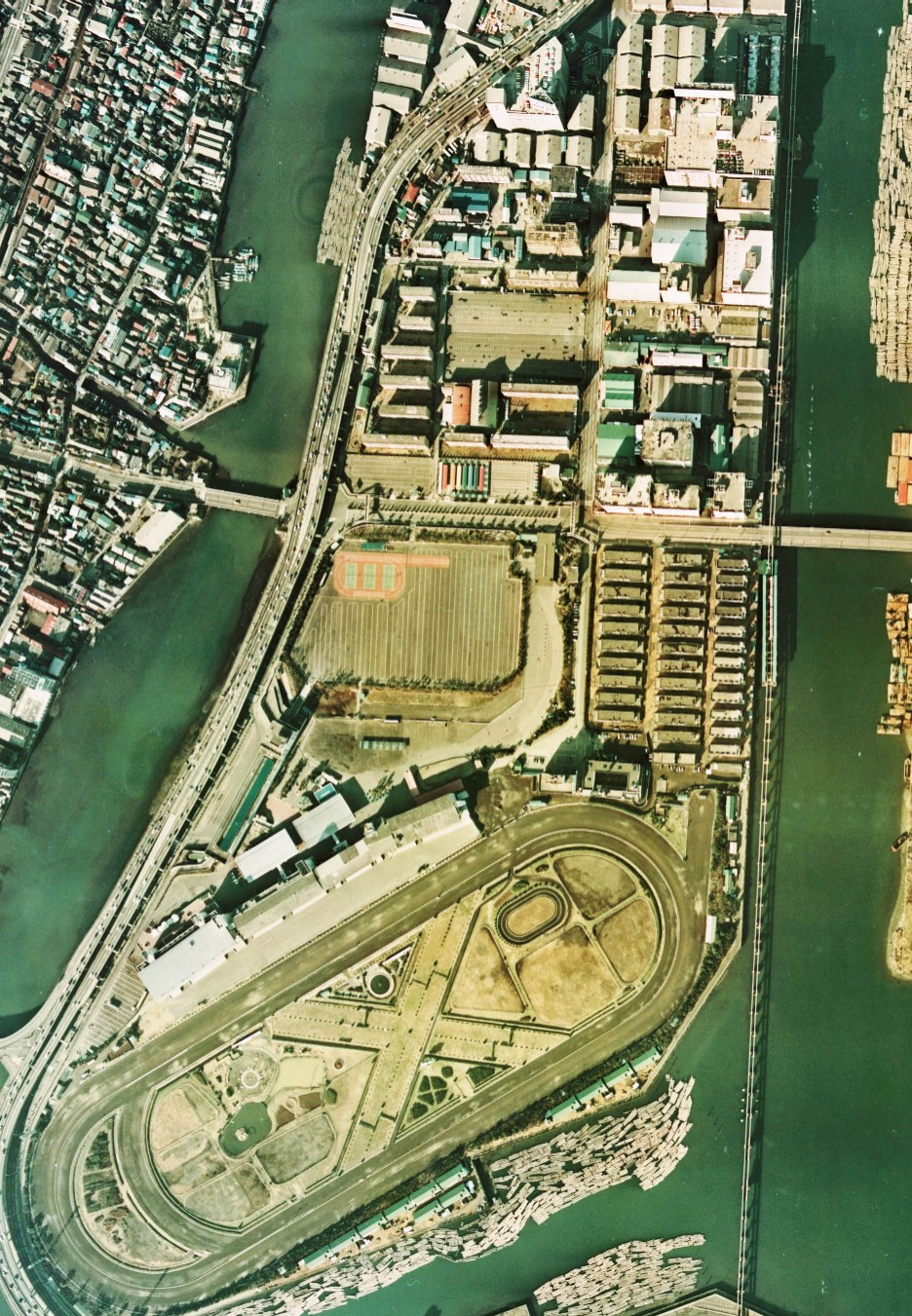
1974年当時の勝島一帯。西側は勝島運河となっており「島」になっていた。国土交通省 国土地理院 地図・空中写真閲覧サービスの空中写真を基に作成
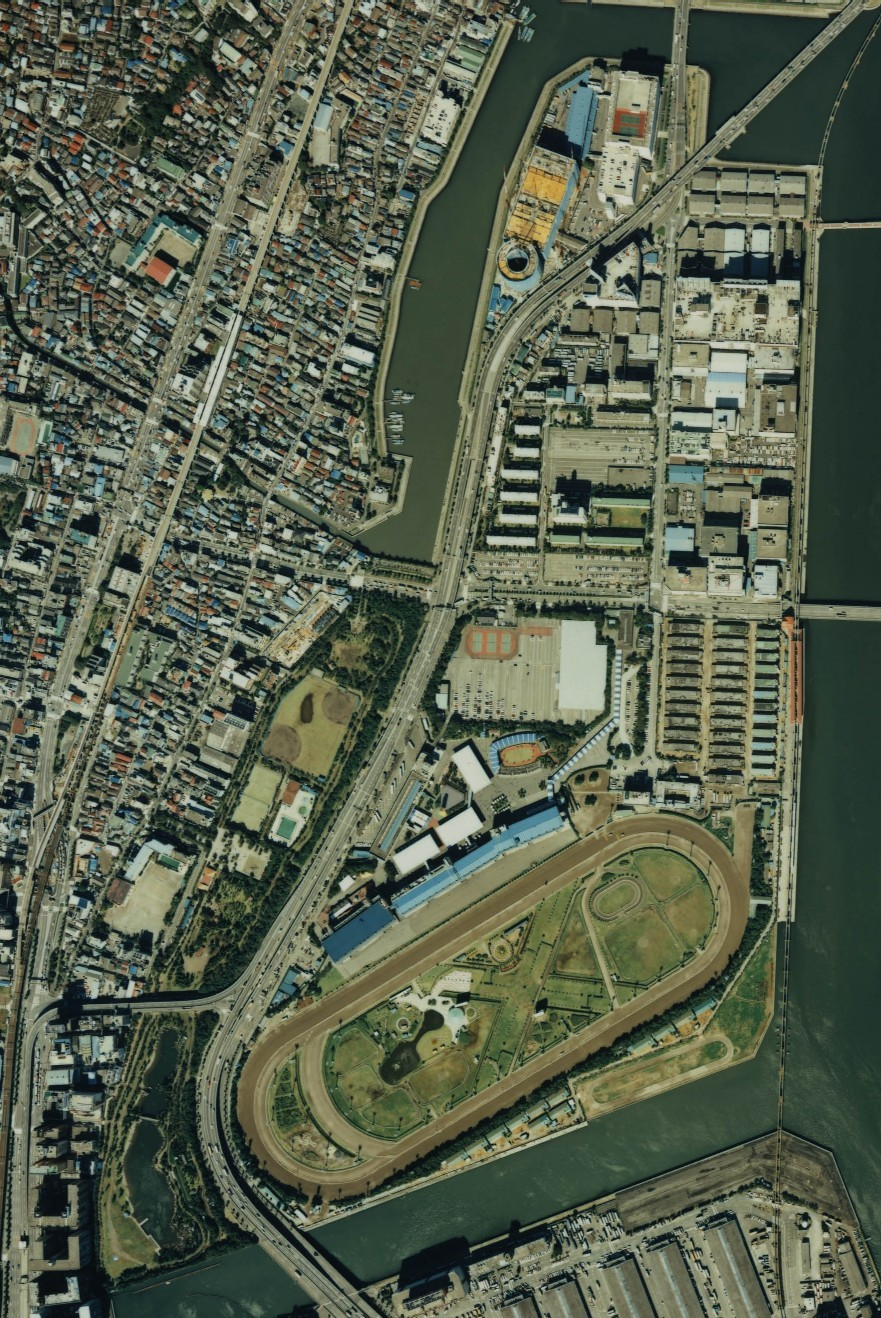
1989年当時の勝島一帯。勝島運河の一部が埋め立てられ、しながわ区民公園ができているのが分かる。国土交通省 国土地理院 地図・空中写真閲覧サービスの空中写真を基に作成

品川区の南東部に位置する。地域北部から北西部は勝島運河に接し、これを境に品川区東大井に接する。地域東部は京浜運河に接し、これを境に品川区八潮に接する。地域南部は勝島南運河に接し、これを境に大田区平和島になる。地域西部は品川区南大井に接する。
地域中央付近を東西に競馬場通りが通っている。地域西部を南北に海岸通りが通っている。また、海岸通り上には首都高速1号羽田線が通っており、当地域内に勝島出入口がある。東部沿いの京浜運河上には東京モノレール羽田空港線が通っており、当地には大井競馬場前駅がある。
地域北部の東大井とは鮫洲橋で、地域東部の八潮とは勝島橋でそれぞれ繋がっている。地域西部の南大井とはかつては新浜川橋で繋がっていたが、1987年に運河の一部を埋め立てて勝島三丁目として造成し陸続きとなっている。
当地域は地域北部の一丁目は倉庫や各企業の流通センター、集合住宅となっている。地域南部の二丁目は一帯が大井競馬場と関連諸施設となっている。地域西部の三丁目はかつてあった勝島運河の一部を埋め立てて作られた公園など（品川区立しながわ区民公園）となっている。

## 歴史

### 地名の由来
当地の埋め立ては1939年に開始され、日中戦争に「勝つように」という当時の人々の思いからこの人工島の名前を「勝島」と命名した。

### 住居表示実施前後の町名の変遷
| 実施後     | 実施年月日   | 実施前（特記なければ各町丁ともその一部）             |
| ---------- | ------------ | ---------------------------------------------------- |
| 勝島一丁目 | 1964年1月1日 | 東大崎2・3・5、東大崎1・4、西品川1、北品川3、西大崎1 |
| 勝島二丁目 | 1964年1月1日 | 東大崎2・3・5、東大崎1・4、西品川1、北品川3、西大崎1 |
| 勝島三丁目 | 1982年2月1日 | 東大崎2・3・5、東大崎1・4、西品川1、北品川3、西大崎1 |

## 年表
- 1939年1月31日 - 京浜第1区埋立地として免許取得。事業主体は東京都。
- 1942年3月26日 - 一部完成。
- 1943年 - 島の名前が「勝島」と命名される（当時の海軍省による命名）。
- 1949年11月12日 - 竣工。ただし、その後も拡張されている。
- 1950年9月 - 当地に大井競馬場が完成。
- 1964年
  - 1月1日 - 島内の町名を「勝島町」から現在の勝島へ変更。
  - 7月14日 - 当地の倉庫から出火。消火活動の際に消防士19人が死亡する火災が起きた。（品川勝島倉庫爆発火災）
- 1987年 - 三丁目にしながわ区民公園が開園。

## 世帯数と人口
2023年（令和5年）1月1日現在（東京都発表）の世帯数と人口は以下の通りである。なお、三丁目は人口が0人のため、省略とする。
| 丁目       | 世帯数    | 人口    |
| ---------- | --------- | ------- |
| 勝島一丁目 | 2,250世帯 | 5,578人 |
| 勝島二丁目 | 150世帯   | 171人   |
| 計         | 2,400世帯 | 5,749人 |

### 人口の変遷
国勢調査による人口の推移。
| 年                 | 人口  |
| ------------------ | ----- |
| 1995年（平成7年）  | 2,430 |
| 2000年（平成12年） | 2,221 |
| 2005年（平成17年） | 2,206 |
| 2010年（平成22年） | 2,324 |
| 2015年（平成27年） | 2,610 |
| 2020年（令和2年）  | 5,904 |

### 世帯数の変遷
国勢調査による世帯数の推移。
| 年                 | 世帯数 |
| ------------------ | ------ |
| 1995年（平成7年）  | 910    |
| 2000年（平成12年） | 975    |
| 2005年（平成17年） | 1,051  |
| 2010年（平成22年） | 1,048  |
| 2015年（平成27年） | 1,152  |
| 2020年（令和2年）  | 2,427  |

## 学区
区立小・中学校に通う場合、学区は以下の通りとなる（2020年4月時点）。
| 丁目       | 番地 | 小学校             | 中学校                                                                      |
| ---------- | ---- | ------------------ | --------------------------------------------------------------------------- |
| 勝島一丁目 | 全域 | 品川区立浜川小学校 | 品川区立鈴ヶ森中学校（2019年度入転学） 品川区立浜川中学校（2020年度入転学） |
| 勝島二丁目 | 全域 | 品川区立浜川小学校 | 品川区立鈴ヶ森中学校（2019年度入転学） 品川区立浜川中学校（2020年度入転学） |
| 勝島三丁目 | 全域 | 品川区立浜川小学校 | 品川区立鈴ヶ森中学校（2019年度入転学） 品川区立浜川中学校（2020年度入転学） |

## 事業所
2021年（令和3年）現在の経済センサス調査による事業所数と従業員数は以下の通りである。
| 丁目       | 事業所数  | 従業員数 |
| ---------- | --------- | -------- |
| 勝島一丁目 | 115事業所 | 12,281人 |
| 勝島二丁目 | 48事業所  | 647人    |
| 勝島三丁目 | 4事業所   | 87人     |
| 計         | 167事業所 | 13,015人 |

### 事業者数の変遷
経済センサスによる事業所数の推移。
| 年                 | 事業者数 |
| ------------------ | -------- |
| 2016年（平成28年） | 179      |
| 2021年（令和3年）  | 167      |

### 従業員数の変遷
経済センサスによる従業員数の推移。
| 年                 | 従業員数 |
| ------------------ | -------- |
| 2016年（平成28年） | 5,005    |
| 2021年（令和3年）  | 13,015   |

## 主な施設

### 勝島一丁目
- 寶組勝島倉庫
- 佐川急便
- 警視庁第六機動隊
- ウィラ大井
  - シアターH

### 勝島二丁目
- 大井競馬場

### 勝島三丁目
- 品川区立しながわ区民公園
  - しながわ水族館

## 交通
当地域における鉄道駅として、東京モノレール羽田空港線大井競馬場前駅がある。他に、品川駅からの都営バスの路線の利用もある。また、地域西部方向にある京急本線立会川駅の利用も可能である。大井競馬場、しながわ区民公園へは大森駅、大井町駅などからの送迎バスの利用もできる。

## その他

### 日本郵便
- 郵便番号 : 140-0012[3]（集配局 : 品川郵便局[14]）。